# 렌츠슈피츠
렌츠슈피츠(독일어: Lenzspitze)는 스위스 페나인 알프스에 있는 4,294미터 산이다. 그것은 나델그라트의 최남단 봉우리로 미샤벨 산맥의 돔산 북쪽에서 동쪽으로 자스-페 리조트 위, 서쪽으로 마터탈을 대략 남북으로 뻗어 있는 높은 수준의 능선이다.

## 등정
1870년 8월 클린턴 토마스 덴트가 가이드 알렉산더 버게너와 짐꾼 프란츠 버게너와 함께 북동쪽 면을 따라 나델요흐를 지나 북서쪽 능선을 따라 정상에 처음 올랐다. 이 경로는 오늘날 거의 사용되지 않다.
동북동 능선은 미샤벨 산장에서 시작된다. 이 능선은 1882년 8월 3일 윌리엄 우드맨 굿맨이 가이드 암스로스 슈퍼삭소와 테오도어 안덴마텐과 함께 처음 등반했다.
북동쪽 면은 7월 7일에 디트리히 폰 베트만-홀베그(Dietrich von Bethmann-Hollweg)가 오스카와 오트마르 슈퍼삭소와 함께 1911년 500m 높이의 얼음벽 또는 네브(neve)로 이루어진 고전적인 빙벽 등반으로 구성되어 있다. 이 얼굴은 1972년 7월 22일에 하이니 홀처가 스키를 타고 내려온 것이다.